# UCI-Mountainbike-Weltcup 2021
Beim UCI-Mountainbike-Weltcup 2021 wurden durch die Union Cycliste Internationale Weltcup-Sieger in den Disziplinen Cross-Country und Downhill ermittelt.
Im Cross-Country wurden Wettbewerbe an sechs Weltcup-Stationen durchgeführt. In der Elite wurden jeweils ein Rennen im Cross-Country Short Track XCC und im olympischen Cross-Country XCO ausgetragen. In der U23 gab es nur das Rennen über die olympische Distanz. Die besten fünf Fahrer und Fahrerinnen aus der U23 der Weltcup-Wertung des Vorjahres durften entscheiden, ob sie in der Elite oder der U23 starten.
Im Downhill wurden sechs Wettbewerbe an fünf Weltcup-Stationen durchgeführt. Das im Mai geplante Rennen in Fort William wurde aufgrund der COVID-19-Pandemie abgesagt und am 15. September in Snowshoe nachgeholt.

## Cross-Country

### Frauen Elite
| Rnd | Datum             | Ort                  | Race | Erste                  | Zweite                 | Dritte            |
| --- | ----------------- | -------------------- | ---- | ---------------------- | ---------------------- | ----------------- |
| 1   | 8.–9. Mai         | Albstadt             | XCC  | Pauline Ferrand-Prévot | Linda Indergand        | Annie Last        |
| 1   | 8.–9. Mai         | Albstadt             | XCO  | Loana Lecomte          | Pauline Ferrand-Prévot | Haley Batten      |
| 2   | 15.–16. Mai       | Nové Město na Moravě | XCC  | Haley Batten           | Loana Lecomte          | Jenny Rissveds    |
| 2   | 15.–16. Mai       | Nové Město na Moravě | XCO  | Loana Lecomte          | Haley Batten           | Rebecca McConnell |
| 3   | 11.–13. Juni      | Leogang              | XCC  | Loana Lecomte          | Rebecca McConnell      | Jolanda Neff      |
| 3   | 11.–13. Juni      | Leogang              | XCO  | Loana Lecomte          | Jenny Rissveds         | Laura Stigger     |
| 4   | 2.–4. Juli        | Les Gets             | XCC  | Pauline Ferrand-Prévot | Sina Frei              | Jenny Rissveds    |
| 4   | 2.–4. Juli        | Les Gets             | XCO  | Loana Lecomte          | Jenny Rissveds         | Evie Richards     |
| 5   | 3.–5. September   | Lenzerheide          | XCC  | Jenny Rissveds         | Evie Richards          | Jolanda Neff      |
| 5   | 3.–5. September   | Lenzerheide          | XCO  | Evie Richards          | Rebecca McConnell      | Jenny Rissveds    |
| 6   | 17.–19. September | Snowshoe             | XCC  | Evie Richards          | Jolanda Neff           | Jenny Rissveds    |
| 6   | 17.–19. September | Snowshoe             | XCO  | Evie Richards          | Rebecca McConnell      | Anne Tauber       |

Gesamtwertung
| Platz | Name              | Punkte |
| ----- | ----------------- | ------ |
| 1.    | Loana Lecomte     | 1550   |
| 2.    | Evie Richards     | 1310   |
| 3.    | Jenny Rissveds    | 1275   |
| 4.    | Rebecca McConnell | 1215   |
| 5.    | Sina Frei         | 1110   |
| 6.    | Linda Indergand   | 1018   |

### Männer Elite
| Rnd | Datum             | Ort                  | Race | Erster               | Zweiter              | Dritter           |
| --- | ----------------- | -------------------- | ---- | -------------------- | -------------------- | ----------------- |
| 1   | 8.–9. Mai         | Albstadt             | XCC  | Mathieu van der Poel | Victor Koretzky      | Nino Schurter     |
| 1   | 8.–9. Mai         | Albstadt             | XCO  | Victor Koretzky      | Nino Schurter        | Mathias Flückiger |
| 2   | 15.–16. Mai       | Nové Město na Moravě | XCC  | Mathieu van der Poel | Thomas Pidcock       | Jordan Sarrou     |
| 2   | 15.–16. Mai       | Nové Město na Moravě | XCO  | Thomas Pidcock       | Mathieu van der Poel | Mathias Flückiger |
| 3   | 11.–13. Juni      | Leogang              | XCC  | Mathias Flückiger    | Ondřej Cink          | Milan Vader       |
| 3   | 11.–13. Juni      | Leogang              | XCO  | Mathias Flückiger    | Ondřej Cink          | Anton Cooper      |
| 4   | 2.–4. Juli        | Les Gets             | XCC  | Mathias Flückiger    | Jordan Sarrou        | Ondřej Cink       |
| 4   | 2.–4. Juli        | Les Gets             | XCO  | Mathias Flückiger    | Ondřej Cink          | Jordan Sarrou     |
| 5   | 3.–5. September   | Lenzerheide          | XCC  | Henrique Avancini    | Mathias Flückiger    | Victor Koretzky   |
| 5   | 3.–5. September   | Lenzerheide          | XCO  | Victor Koretzky      | Nino Schurter        | Mathias Flückiger |
| 6   | 17.–19. September | Snowshoe             | XCC  | Victor Koretzky      | Henrique Avancini    | Filippo Colombo   |
| 6   | 17.–19. September | Snowshoe             | XCO  | Christopher Blevins  | Vlad Dascălu         | Ondřej Cink       |

Gesamtwertung
| Platz | Name              | Punkte |
| ----- | ----------------- | ------ |
| 1.    | Mathias Flückiger | 1573   |
| 2.    | Victor Koretzky   | 1310   |
| 3.    | Ondřej Cink       | 1309   |
| 4.    | Nino Schurter     | 1182   |
| 5.    | Jordan Sarrou     | 1085   |
| 6.    | Alan Hatherly     | 978    |

### Frauen U23
| Rnd | Datum         | Ort                  | Erste              | Zweite          | Dritte            |
| --- | ------------- | -------------------- | ------------------ | --------------- | ----------------- |
| 1   | 9. Mai        | Albstadt             | Mona Mitterwallner | Caroline Bohé   | Kata Blanka Vas   |
| 2   | 16. Mai       | Nové Město na Moravě | Mona Mitterwallner | Caroline Bohé   | Kata Blanka Vas   |
| 3   | 13. Juni      | Leogang              | Mona Mitterwallner | Kata Blanka Vas | Caroline Bohé     |
| 4   | 4. Juli       | Les Gets             | Mona Mitterwallner | Caroline Bohé   | Leonie Daubermann |
| 5   | 5. September  | Lenzerheide          | Mona Mitterwallner | Caroline Bohé   | Savilia Blunk     |
| 6   | 19. September | Snowshoe             | Mona Mitterwallner | Caroline Bohé   | Savilia Blunk     |

Gesamtwertung
| Platz | Name               | Punkte |
| ----- | ------------------ | ------ |
| 1.    | Mona Mitterwallner | 540    |
| 2.    | Caroline Bohé      | 400    |
| 3.    | Leonie Daubermann  | 235    |
| 4.    | Kata Blanka Vas    | 230    |
| 5.    | Puck Pieterse      | 180    |

### Männer U23
| Rnd | Datum         | Ort                  | Erster           | Zweiter          | Dritter          |
| --- | ------------- | -------------------- | ---------------- | ---------------- | ---------------- |
| 1   | 9. Mai        | Albstadt             | Carter Woods     | David List       | Simone Avondetto |
| 2   | 16. Mai       | Nové Město na Moravě | Carter Woods     | Riley Amos       | Alexandre Balmer |
| 3   | 13. Juni      | Leogang              | Riley Amos       | Martín Vidaurre  | Joel Roth        |
| 4   | 4. Juli       | Les Gets             | Simone Avondetto | Martín Vidaurre  | Juri Zanotti     |
| 5   | 5. September  | Lenzerheide          | Martín Vidaurre  | Juri Zanotti     | Joel Roth        |
| 6   | 19. September | Snowshoe             | Martín Vidaurre  | Simone Avondetto | Joel Roth        |

Gesamtwertung
| Platz | Name             | Punkte |
| ----- | ---------------- | ------ |
| 1.    | Martín Vidaurre  | 320    |
| 2.    | Simone Avondetto | 310    |
| 3.    | Joel Roth        | 290    |
| 4.    | Carter Woods     | 256    |
| 5.    | Juri Zanotti     | 241    |

## Downhill

### Frauen Elite
| Rnd | Datum         | Ort         | Erste            | Zweite           | Dritte           |
| --- | ------------- | ----------- | ---------------- | ---------------- | ---------------- |
| 1   | 12. Juni      | Leogang     | Camille Balanche | Valentina Höll   | Monika Hrastnik  |
| 2   | 3. Juli       | Les Gets    | Tahnée Seagrave  | Myriam Nicole    | Camille Balanche |
| 3   | 15. August    | Maribor     | Myriam Nicole    | Eleonora Farina  | Camille Balanche |
| 4   | 4. September  | Lenzerheide | Myriam Nicole    | Tahnée Seagrave  | Valentina Höll   |
| 5   | 15. September | Snowshoe    | Valentina Höll   | Camille Balanche | Marine Cabirou   |
| 6   | 18. September | Snowshoe    | Valentina Höll   | Marine Cabirou   | Camille Balanche |

Gesamtwertung
| Platz | Name             | Punkte |
| ----- | ---------------- | ------ |
| 1.    | Valentina Höll   | 1125   |
| 2.    | Myriam Nicole    | 1079   |
| 3.    | Camille Balanche | 1065   |
| 4.    | Tahnée Seagrave  | 936    |
| 5.    | Marine Cabirou   | 691    |
| 6.    | Eleonora Farina  | 658    |

### Männer Elite
| Rnd | Datum         | Ort         | Erster          | Zweiter         | Dritter          |
| --- | ------------- | ----------- | --------------- | --------------- | ---------------- |
| 1   | 12. Juni      | Leogang     | Troy Brosnan    | Thibaut Dapréla | Amaury Pierron   |
| 2   | 3. Juli       | Les Gets    | Thibaut Dapréla | Max Hartenstern | Baptiste Pierron |
| 3   | 15. August    | Maribor     | Loris Vergier   | Thibaut Dapréla | Laurie Greenland |
| 4   | 4. September  | Lenzerheide | Loris Vergier   | Loïc Bruni      | Thibaut Dapréla  |
| 5   | 15. September | Snowshoe    | Reece Wilson    | Loïc Bruni      | Loris Vergier    |
| 6   | 18. September | Snowshoe    | Loïc Bruni      | Troy Brosnan    | Angel Suarez     |

Gesamtwertung
| Platz | Name            | Punkte |
| ----- | --------------- | ------ |
| 1.    | Loïc Bruni      | 877    |
| 2.    | Thibaut Dapréla | 752    |
| 3.    | Loris Vergier   | 713    |
| 4.    | Troy Brosnan    | 666    |
| 5.    | Reece Wilson    | 637    |
| 6.    | Amaury Pierron  | 552    |

### Juniorinnen
| Rnd | Datum         | Ort         | Erste           | Zweite              | Dritte               |
| --- | ------------- | ----------- | --------------- | ------------------- | -------------------- |
| 1   | 12. Juni      | Leogang     | Sophie Gutöhrle | Léona Pierrini      | Izabela Yankova      |
| 2   | 3. Juli       | Les Gets    | Phoebe Gale     | Izabela Yankova     | Anastasia Thiele     |
| 3   | 15. August    | Maribor     | Phoebe Gale     | Izabela Yankova     | Aina Gonzalez Grimau |
| 4   | 4. September  | Lenzerheide | Izabela Yankova | Gracey Hemstreet    | Kine Haugom          |
| 5   | 15. September | Snowshoe    | Izabela Yankova | Phoebe Gale         | Siel van der Velden  |
| 6   | 18. September | Snowshoe    | Izabela Yankova | Siel van der Velden | Ella Erickson        |

Gesamtwertung
| Platz | Name                | Punkte |
| ----- | ------------------- | ------ |
| 1.    | Izabela Yankova     | 280    |
| 2.    | Phoebe Gale         | 170    |
| 3.    | Sophie Gutöhrle     | 70     |
| 4.    | Siel van der Velden | 60     |
| 5.    | Léona Pierrini      | 50     |

### Junioren
| Rnd | Datum         | Ort         | Erster            | Zweiter             | Dritter               |
| --- | ------------- | ----------- | ----------------- | ------------------- | --------------------- |
| 1   | 12. Juni      | Leogang     | Pau Menoyo        | Jackson Goldstone   | Dennis Luffman        |
| 2   | 3. Juli       | Les Gets    | Jackson Goldstone | Jordan Williams     | Lachlan Stevens-McNab |
| 3   | 15. August    | Maribor     | Jackson Goldstone | Jordan Williams     | Lachlan Stevens-McNab |
| 4   | 4. September  | Lenzerheide | Jackson Goldstone | Pau Menoyo Busquets | James MacDermid       |
| 5   | 15. September | Snowshoe    | Jordan Williams   | Jackson Goldstone   | Tristan Lemire        |
| 6   | 18. September | Snowshoe    | Jordan Williams   | Jackson Goldstone   | Oisin O’Callaghan     |

Gesamtwertung
| Platz | Name                  | Punkte |
| ----- | --------------------- | ------ |
| 1.    | Jackson Goldstone     | 300    |
| 2.    | Jordan Williams       | 250    |
| 3.    | Pau Menoyo            | 146    |
| 4.    | Lachlan Stevens-McNab | 110    |
| 5.    | Tristan Lemire        | 103    |